# Kinosternon flavescens
Kinosternon flavescens là một loài rùa trong họ Kinosternidae. Loài này được Agassiz mô tả khoa học đầu tiên năm 1857.

## Hình ảnh

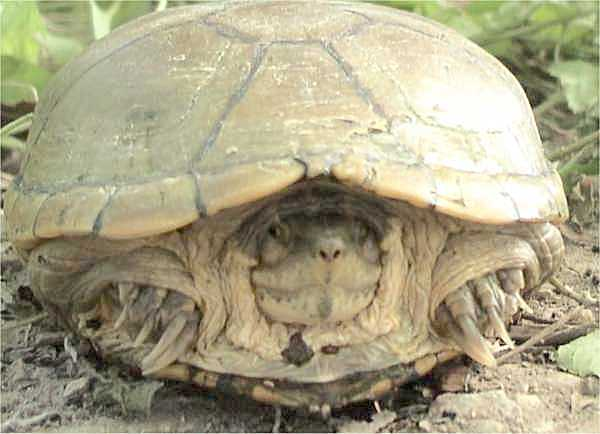